# Фубіне
Фубіне (італ. Fubine, п'єм. Fubin-i) — муніципалітет в Італії, у регіоні П'ємонт,  провінція Алессандрія.
Фубіне розташоване на відстані близько 480 км на північний захід від Рима, 60 км на схід від Турина, 16 км на захід від Алессандрії.
Населення — 1663 особи (2014).
Щорічний фестиваль відбувається 26 липня. Покровитель — San Cristoforo.

## Демографія
Населення за роками:

Станом на 1 січня 2023 року в муніципалітеті офіційно проживало 150 іноземців з 29 країн, серед них 47 громадян країн Євросоюзу та 7 громадян України.

## Сусідні муніципалітети
- Альтавілла-Монферрато
- Куккаро-Монферрато
- Феліццано
- Куарньєнто
- Віньяле-Монферрато